# Bas Rutten
Sebastiaan «Bas» Rutten (Tilburg, 24 de febrero de 1965) es un artista marcial mixto y luchador profesional neerlandés retirado. Con un Campeonato de Peso Pesado de UFC y tres títulos de King of Pancrase en su haber, así como una racha de 22 combates invictos durante varios años, Rutten es considerado un pilar de la compañía Pancrase y una de las figuras más famosas de las MMA en la década de 2000.
A lo largo de sus 13 años de carrera se destacó por un estilo de lucha tan eficaz de pie como en el piso y por su famoso golpe al hígado, el cual terminó varias de sus luchas. Actualmente retirado, Rutten ha trabajado en multitud de medios como comentarista y crítico, entre los que destacan las emisiones occidentales de PRIDE Fighting Championships y el programa de variedades Inside MMA, siendo conocido por su carisma y conexión con el público. También dirige una cadena de gimnasios de MMA, y ha lanzado varios vídeos de enseñanza de defensa personal.

## Vida personal
Bas está casado y tiene tres hijos, y actualmente vive en Los Ángeles, California. Aunque se define a sí mismo como un antiguo gran bebedor, Rutten es abstemio desde 2006, y ha hablado en contra del uso de drogas en el deporte.

## Biografía y carrera
Nacido en Tilburg, en los Países Bajos, Rutten pasó parte de su infancia sufriendo bullying por sus problemas de dermatitis y asma, que le dificultaban además participar íntegramente en deportes. A los 12 años, el joven Bas comenzó a interesarse por las artes marciales cuando vio la película de Bruce Lee Enter the Dragon con su hermano Sjoerd, y tras mucha insistencia, consiguió que sus padres le permitieran entrenar en taekwondo. Después de su primer mes en dicho arte solo necesitó un puñetazo para noquear al mayor de sus acosadores cuando estos intentaron agredirle. La pelea, no obstante, atrajo la atención de la policía y ocasionó que sus padres le prohibieran seguir entrenando. Bas no volvió a pisar un gimnasio hasta que se independizó y tuvo que practicar a escondidas con sus amigos. Cuando se graduó de la escuela, Rutten estudió profesionalmente cocina francesa y llegó a trabajar en un restaurante por un tiempo.

### Muay thai (1986-1990)
A los 20 años, tras volver al taekwondo y lograr obtener el grado de cinturón negro primer Dan, Rutten entrenó en karate de estilo Kyokushin, y eventualmente empezó a competir en muay thai y kickboxing. Bas amasó un récord de 14 victorias por knockout en la primera ronda, todo mientras trabajaba como modelo y portero de discoteca, y llegó a enfrentarse al famoso Frank Lobman por el campeonato europeo de muay thai, pero siendo derrotado. Rutten admitiría jovialmente años más tarde que aceptó la estipulación de este combate bajo los efectos del alcohol, ya que en realidad no había entrenado en dos años antes del encuentro y no tenía preparación para un oponente de este nivel, pero aun así decidió no echarse atrás. Otra de sus luchas famosas fue contra Rene Rooze, quien le mordió en la oreja durante la segunda ronda y provocó que Bas le asestara un rodillazo en la entrepierna, lo cual interrumpió el combate y causó una reyerta.
Después de que Rutten atravesara una serie de problemas de salud, una serie de malas críticas sobre su desempeño le hicieron dejar este deporte, pasando a trabajar como animador de eventos. Esto tuvo cierto éxito, llegando a salir en la televisión nacional. Fue en uno de dichos eventos que conoció a Chris Dolman, quien le invitó a entrenar en la sucursal holandesa de Fighting Network RINGS, y de este modo Rutten tuvo su primer contacto con las artes marciales mixtas. Unos meses después, Dolman le puso en contacto con Masakatsu Funaki y Minoru Suzuki, los cuales buscaban personal para la nueva compañía de promoción japonesa Pancrase. Tras una serie de difíciles entrenamientos, y sobre todo después de enviar al hospital a uno de los aprendices de RINGS con una patada a la cabeza (según una versión, dicho aprendiz no habría sido nada menos que Herman Renting), Rutten fue contratado por Suzuki y Funaki.

### Pancrase (1993-1998)
En su primera lucha en Japón, Rutten se enfrentó a Ryushi Yanagisawa, quien pesaba 20 kilos más que él, y contra los pronósticos de muchos, Bas ganó en 43 segundos con un golpe de palma (ya que los puñetazos en la cara estaban prohibidos en Pancrase y solo se permitían los puñetazos con el puño cerrado en el resto del cuerpo) y un rodillazo que mandó a Yanagisawa al hospital por dos días. Aunque Rutten llegó a temer por la salud de Ryushi, este se reincorporó a la competición poco después, y Bas se encontró con que su propia popularidad había ascendido enormemente en Japón.
Su segunda lucha terminó de manera similar, derribando a Takaku Fuke con el rodillazo al hígado por el que Bas se haría famoso en el futuro. Este combate sería también la presentación de su estrategia inicial para ocuparse de los luchadores de Pancrase, aprovechando los escapes de cuerda para evitar las expertas sumisiones de sus oponentes y usando sus habilidades de golpeo para noquearles en poco tiempo. Sin embargo, su tercer combate fue contra el mismo Masakatsu Funaki, y este hizo valer la diferencia de nivel sometiendo a Rutten con una complicada leglock que lesionó su pierna. Esto redefinió la forma de entrenamiento de Bas, haciéndole entender la importancia de conseguir maestría en grappling, y por ello empezó a practicar con su aprendiz Leon Van Dijk con llaves y sumisiones que veían en vídeos y combates. También logró que Funaki mismo le enseñara formalmente shoot wrestling.
El cambio se saldó con sus primeras victorias por sumisión, así como una importante victoria por KO sobre Minoru Suzuki, número dos de la promoción por detrás de Funaki. Otro de sus triunfos en ese tiempo fue ante Kazuo Takahashi, a quien fracturó completamente la pierna con un heel hook; el momento fue tan impresionante que Jon Bluming le premió con el cinturón negro. Aun así, después de sendas derrotas ante los hermanos Shamrock, Ken y Frank (cuya lucha con Bas fue bastante polémica), Rutten decidió llevar su método aún más allá y se centró solamente en grappling, llegando a filmar los entrenamientos de Pancrase para imitarlos con Dijk. Su manera casera de entrenar le condujo a un curioso incidente en su revancha con Ken, en la que Bas cayó en una leglock de Shamrock nada más empezar la lucha: un compañero de gimnasio había enseñando a Rutten una técnica para romper la llave, pero resultó habérsela explicado mal, y Bas no logró abrir la presa, teniendo que rendirse. Sin embargo, corregidos todos los fallos, ganó sus 7 siguientes peleas por sumisión ante nombres como Suzuki, Guy Mezger y Frank Shamrock, de quien se vengó venciéndole dos veces; también tuvo la revancha con el luchador con el que debutó, Ryushi Yanagisawa, en cuyo transcurso se fracturó la mano, pero aun así fue capaz de someterle. Más importante fue su lucha contra Suzuki, ya que este poseía el título de King of Pancrase, y al derrotarle, Rutten fue coronado como campeón. El final del combate fue especialmente emocionante, con Bas lanzando una patada frontal que acertó a Suzuki en el torso antes de someterle con una guillotine choke; a pesar de que Minoru había quedado debajo de las cuerdas, eligió rendirse antes que escapar de la llave al no poder continuar combatiendo.
Rutten retuvo el título en dos ocasiones, siendo la segunda de ellas una revancha contra el as de Pancrase, Masakatsu Funaki. En esta ocasión Bas se alzó victorioso después de casi 18 minutos de intensa lucha, neutralizando las llaves de Funaki con sus propias habilidades de defensa y dañando repetidamente al japonés con su ventaja natural sobre el golpeo. La resiliencia de Funaki era tan alta que Rutten tuvo que noquearle en una miríada de ocasiones, rompiendo su tabique nasal y sus huesos faciales, hasta que Funaki cayó por fin y el árbitro concedió la victoria a Bas. Después del combate, Rutten y Funaki se felicitaron mutuamente en backstage por la lucha, que es considerada una de las más grandes en la historia de Pancrase.
Antes de su tercera defensa del King of Pancrase, en 1996, Rutten se vio forzado a dejar el título vacante debido a problemas de salud de su esposa embarazada, que le requirió abandonar Japón durante varios meses. A su retorno, Rutten se mantuvo en su nivel, venciendo sus últimas luchas con contundencia. En una de ellas, Bas logró llegar a un empate con Osami Shibuya a pesar de sufrir un esternón roto en el transcurso de la lucha, y en otra de ellas, la revancha contra Shibuya, obtuvo la victoria utilizando una excéntrica llave espinal que nunca había sido vista en las MMA, ni siquiera en una promoción de influencias tan eclécticas como Pancrase. El movimiento recibió el nombre de "Bas Rutten Neck Crank" y no ha vuelto a ser visto en la competición real desde entonces. Además, después de noquear a Kengo Watanabe en la despedida de Rutten de la compañía, Bas cogió un micrófono y retó a Rickson Gracie, quien estaba en el estadio esa noche, pero Gracie no hizo ningún comentario y la lucha nunca tuvo lugar. Así, Rutten abandonó Pancrase invicto en sus 22 últimos enfrentamientos, habiéndose convertido en una leyenda en Japón.
Durante su carrera en Japón, Rutten se hizo famoso por su movimiento de celebración de victoria, el "Rutten Jump", que consistía en saltar y abrir las piernas 180° en el aire antes de aterrizar. Lo utilizó por primera vez en su debut, y dejó de realizarlo poco antes de su retiro debido a que el desgaste de varios años de carrera le hacía difícil seguirlo practicando. Así mismo, Bas fue apodado por la prensa del mundo marcial como "El Guapo" debido a su parecido con Alfonso Arau, quien interpretaba al personaje del mismo nombre en la película ¡Three Amigos!

### Ultimate Fighting Championship (1999)
Tras su ida de Pancrase, Rutten se desplazó a Estados Unidos, donde tenía intención de comenzar una carrera en el cine, pero esto le resultó difícil, y resolvió luchar antes para Ultimate Fighting Championship, compañía que le ofrecía una jugosa oferta. Su debut en la promoción iba a ser originalmente ante Randy Couture por el UFC Heavyweight Championship, pero Couture se marchó de UFC y dejó vacante el título, por lo que se organizó un torneo por él.
En UFC 18, Bas quedó estipulado para enfrentarse ante otro shoot wrestler proveniente de Japón, el experto Tsuyoshi "TK" Kohsaka. La lucha entre ambos fue larga y difícil, con Kohsaka utilizando su llaveo para neutralizar el temido striking de Rutten e infligiendo daño al neerlandés gracias a su manejo del ground and pound, recurso que Bas nunca había experimentado debido a las reglas de Pancrase. La actuación del árbitro John McCarthy también resultó altamente polémica, pausando la pelea para levantar a ambos luchadores en momentos culminantes, que algunos vieron como un intento de la UFC de dar ventaja a Rutten. En cualquier caso, Bas consiguió una dramática victoria noqueando a TK cuando faltaba menos de un minuto para el final de la contienda.
Más tarde, en UFC 20, Rutten tuvo como contrincante a Kevin Randleman en un encuentro por el UFC Heavyweight Championship. Como en la lucha anterior, Randleman hizo uso de su ventaja en la lucha libre sobre Bas y le castigó duramente con ground and pound, obligándolo a aguantar en la guardia y causándole cortes que los médicos tuvieron que revisar. Rutten uilizó a su vez codazos y puñetazos desde debajo, haciendo sangrar también a Randleman en la segunda ronda, pero seguía sin poder controlar la lucha debido al superior manejo de Kevin. En la ronda final, Bas lanzó una patada al cuerpo que pareció decisiva, aunque no logró finalizar a su oponente ni obtener la ventaja antes de que el tiempo se agotara, y el combate terminó de este modo. Todo parecía indicar una victoria por decisión muy clara para Randleman, pero para sorpresa de la audiencia, los jueces consideraron ganador a Bas y le brindaron el campeonato. Esta conclusión fue acogida con una polémica nunca antes vista en un combate titular, y las opiniones que cuestionan la validez del arbitraje y de la política de UFC respecto a esta lucha siguen activas en la actualidad.
Rutten dejó vacante el título en menos de un año para centrarse en bajar de peso, buscando competir en la división de peso medio, más cercana a la que él había utilizado siempre. Su meta era la de competir por el UFC Middleweight Championship y convertirse en el primer peleador en tener títulos en diferentes categorías. Sin embargo, una serie de lesiones producto de sus años de carrera le obligó a abandonar la búsqueda del campeonato.

### PRIDE Fighting Championships (2000-2006)
Alrededor de 1999, Rutten entrenó con Mark Kerr para mejorar su golpeo durante su carrera en PRIDE Fighting Championships. Inmediatamente, PRIDE se interesó por Rutten, y si bien una primera oferta de luchar para ellos era demasiado baja para los estándares de Bas, los directivos de la compañía le acabaron contratando como comentarista en inglés después de oírle diseccionar un combate en el vestuario. Conocido por su sentido del humor y sus conocimientos de primera mano sobre el deporte, Rutten se hizo un favorito de los fanes por sus divertidas apreciaciones sobre los eventos de PRIDE, siempre al lado de Stephen Quadros.
En abril de 2006, Rutten anunció que abandonaría su puesto como comentarista de PRIDE, debido a los constantes vuelos a Japón y todo el tiempo que le hacían pasar fuera de su casa. Bas también citó problemas suyos y de Quadros con el nuevo entrevistador Gary Millen, sobre el que hizo unas polémicas declaraciones.

### New Japan Pro Wrestling (2002)
Rutten también tuvo participaciones en la lucha libre profesional japonesa, teniendo su debut en el evento de Antonio Inoki Inoki Bom-Ba-Ye 2000. Rutten, demostrando una gran adaptación a la lucha libre, hizo equipo con Alexander Otsuka para derrotar a Naoki Sano & Ricco Rodríguez, sometiendo a Sano con un crossface chikenwing. Dos años después, Rutten debutó en New Japan Pro Wrestling como parte del equipo de Inoki, derrotando a veteranos como Manabu Nakanishi, Hiroshi Tanahashi y Masayuki Naruse. En julio, compitió contra Yuji Nagata por el IWGP Heavyweight Championship, pero fue derrotado. Tres meses después, Bas tuvo otra oportunidad titular, esta vez ante Koji Kanemoto por el IWGP Junior Heavyweight Championship, pero de nuevo resultó infructuosa. Esa fue su última aparición en NJPW.

### Retorno
El 22 de julio de 2006, Bas Rutten revivió brevemente su carrera de luchador en la World Fighting Alliance, derrotando a su oponente (un sustituto de última hora de Kimo Leopoldo, que dio positivo en esteroides), Ruben Villareal, en tres minutos y 24 segundos.

## Otros medios
Autor de varios manuales de MMA y demás tipos de lucha, Rutten destaca por su serie de vídeos de defensa personal "Lethal Street Fighting" Self Defense System, en donde relata varios movimientos útiles de pelea callejera. La serie ganó una gran popularidad gracias a su tono desenfadado y al carácter desproporcionadamente violento y creativo de sus técnicas. Bas mismo es conocido por sus numerosos incidentes y reyertas por todo el mundo, incluyendo una ocasión en la que lanzó a Paul Varelans por una ventana usando un Kimura lock y otra en la que se enfrentó a varios porteros a la vez en una discoteca de Suecia. También ha entrenado en krav maga con Amir Perets, y ha colaborado en múltiples seminarios de este arte. También apareció en el videojuego de Rockstar Games Grand Theft Auto 4, así como en sus expansiones GTA: TLAD y GTA: TBOGT, protagonizando el programa de televisión The Men's Room.

## En lucha libre

### Movimientos finales
- Crossface chikenwing[6]
- High-speed roundhouse kick a la cabeza del oponente[7]
- Triangle choke[7]

### Movimientos de firma
- Múltiples palm strikes
- Sleeper hold[7]

## Campeonatos y logros
- Ultimate Fighting Championship
  - UFC Heavyweight Championship (1 vez)

- Pancrase
  - King of Pancrase Openweight Championship (1 vez)

## Récord en artes marciales mixtas
| Récord profesional | Récord profesional | Récord profesional |
| 33 peleas          | 28 victorias       | 4 derrotas         |
| ------------------ | ------------------ | ------------------ |
| Nocaut             | 12                 | 0                  |
| Sumisión           | 13                 | 3                  |
| Decisión           | 3                  | 0                  |
| Empate             | 1                  | 1                  |

| Resultado | Récord | Oponente           | Método                                | Evento                                               | Fecha                    | Ronda | Tiempo | Localización            | Notas                                                                                          |
| --------- | ------ | ------------------ | ------------------------------------- | ---------------------------------------------------- | ------------------------ | ----- | ------ | ----------------------- | ---------------------------------------------------------------------------------------------- |
| Victoria  | 28–4–1 | Ruben Villareal    | TKO (patadas a las piernas)           | WFA: King of the Streets                             | 22 de julio de 2006      | 1     | 3:24   | Los Ángeles, California |                                                                                                |
| Victoria  | 27–4–1 | Kevin Randleman    | Decisión (dividida)                   | UFC 20                                               | 7 de mayo de 1999        | 1     | 21:00  | Birmingham, Alabama     | Ganó el Campeonato de Peso Pesado de UFC; Más tarde dejó vacante el título debido a su retiro. |
| Victoria  | 26–4–1 | Tsuyoshi Kohsaka   | TKO (golpes)                          | UFC 18                                               | 8 de enero de 1999       | 1     | 14:15  | Kenner, Luisiana        |                                                                                                |
| Victoria  | 25–4–1 | Kengo Watanabe     | TKO (pérdida de puntos)               | Pancrase: 1998 Anniversary Show                      | 14 de septiembre de 1998 | 1     | 2:58   | Tokio                   |                                                                                                |
| Victoria  | 24–4–1 | Keiichiro Yamamiya | Sumisión (rear naked choke)           | Pancrase: Alive 11                                   | 20 de diciembre de 1997  | 1     | 4:58   | Yokohama                |                                                                                                |
| Victoria  | 23–4–1 | Osami Shibuya      | Sumisión (Bas Rutten neck crank)      | Pancrase: 1997 Anniversary Show                      | 6 de septiembre de 1997  | 1     | 3:15   | Urayasu                 |                                                                                                |
| Victoria  | 22–4–1 | Takaku Fuke        | Sumisión (cross armbar)               | Pancrase: Alive 7                                    | 30 de junio de 1997      | 1     | 4:28   | Hakata                  |                                                                                                |
| Victoria  | 21–4–1 | Kiuma Kunioku      | Decisión (pérdida de puntos)          | Pancrase: Alive 4                                    | 27 de abril de 1997      | 1     | 15:00  | Urayasu                 |                                                                                                |
| Empate    | 20–4–1 | Osami Shibuya      | Empate                                | Pancrase: Alive 3                                    | 22 de marzo de 1997      | 1     | 15:00  | Nagoya                  |                                                                                                |
| Victoria  | 20–4   | Manabu Yamada      | Sumisión (toehold)                    | Pancrase: Truth 7                                    | 8 de octubre de 1996     | 1     | 0:54   | Nagoya                  |                                                                                                |
| Victoria  | 19–4   | Masakatsu Funaki   | TKO (pérdida de puntos)               | Pancrase: 1996 Anniversary Show                      | 7 de septiembre de 1996  | 1     | 17:05  | Urayasu                 | Defendió el título de King of Pancrase.                                                        |
| Victoria  | 18–4   | Jason DeLucia      | TKO (golpe al hígado)                 | Pancrase: Truth 6                                    | 25 de junio de 1996      | 1     | 8:48   | Fukuoka                 |                                                                                                |
| Victoria  | 17–4   | Frank Shamrock     | TKO (corte)                           | Pancrase: Truth 5                                    | 16 de mayo de 1996       | 1     | 11:11  | Tokio                   | Unificó el título de King of Pancrase.                                                         |
| Victoria  | 16–4   | Katsuomi Inagaki   | TKO (pérdida de puntos)               | Pancrase: Truth 4                                    | 8 de abril de 1996       | 1     | 14:07  | Tokio                   |                                                                                                |
| Victoria  | 15–4   | Guy Mezger         | Sumisión (heel hook)                  | Pancrase: Truth 2                                    | 2 de marzo de 1996       | 1     | 19:36  | Kobe                    |                                                                                                |
| Victoria  | 14–4   | Ryūshi Yanagisawa  | Sumisión (rear naked choke)           | Pancrase: Eyes of Beast 7                            | 14 de diciembre de 1995  | 1     | 27:35  | Sapporo                 |                                                                                                |
| Victoria  | 13–4   | Maurice Smith      | Sumisión (rear naked choke)           | Pancrase: Eyes of Beast 6                            | 4 de noviembre de 1995   | 1     | 4:34   | Yokohama                |                                                                                                |
| Victoria  | 12–4   | Minoru Suzuki      | Sumisión (guillotine choke)           | Pancrase: 1995 Anniversary Show                      | 1 de septiembre de 1995  | 1     | 15:35  | Tokio                   | Ganó el título de King of Pancrase.                                                            |
| Victoria  | 11–4   | Frank Shamrock     | Decisión (dividida)                   | Pancrase: 1995 Neo-Blood Tournament Second Round     | 23 de julio de 1995      | 1     | 15:00  | Tokio                   |                                                                                                |
| Victoria  | 10–4   | Jason DeLucia      | Sumisión (toehold)                    | Pancrase: Eyes of Beast 5                            | 13 de junio de 1995      | 1     | 1:32   | Sapporo                 |                                                                                                |
| Victoria  | 9–4    | Maurice Smith      | Sumisión (kneebar)                    | Pancrase: Eyes of Beast 4                            | 13 de mayo de 1995       | 1     | 2:10   | Urayasu                 |                                                                                                |
| Victoria  | 8–4    | Takaku Fuke        | Sumisión (heel hook)                  | Pancrase: Eyes of Beast 3                            | 8 de abril de 1995       | 1     | 1:52   | Nagoya                  |                                                                                                |
| Derrota   | 7–4    | Ken Shamrock       | Sumisión (kneebar)                    | Pancrase: Eyes of Beast 2                            | 10 de marzo de 1995      | 1     | 1:01   | Yokohama                | Por el título de King of Pancrase.                                                             |
| Victoria  | 7–3    | Manabu Yamada      | Sumisión técnica (arm triangle choke) | Pancrase: Eyes of Beast 1                            | 26 de enero de 1995      | 1     | 1:05   | Nagoya                  |                                                                                                |
| Derrota   | 6–3    | Frank Shamrock     | Decisión (mayoría)                    | Pancrase – King of Pancrase Tournament Opening Round | 16 de diciembre de 1994  | 1     | 10:00  | Tokio                   |                                                                                                |
| Victoria  | 6–2    | Jason DeLucia      | Sumisión (guillotine choke)           | Pancrase: Road to the Championship 5                 | 15 de octubre de 1994    | 1     | 1:43   | Tokio                   |                                                                                                |
| Derrota   | 5–2    | Ken Shamrock       | Sumisión (rear naked choke)           | Pancrase: Road to the Championship 3                 | 26 de julio de 1994      | 1     | 16:42  | Tokio                   |                                                                                                |
| Victoria  | 5–1    | Minoru Suzuki      | KO (rodillazo al hígado)              | Pancrase: Road to the Championship 2                 | 6 de julio de 1994       | 1     | 3:43   | Amagasaki               |                                                                                                |
| Victoria  | 4–1    | Kazuo Takahashi    | Sumisión técnica (heel hook)          | Pancrase: Road to the Championship 1                 | 31 de mayo de 1994       | 1     | 1:37   | Tokio                   |                                                                                                |
| Victoria  | 3–1    | Vernon White       | Sumisión (guillotine choke)           | Pancrase: Pancrash! 3                                | 21 de abril de 1994      | 1     | 1:16   | Osaka                   |                                                                                                |
| Derrota   | 2–1    | Masakatsu Funaki   | Sumisión (toehold)                    | Pancrase: Pancrash! 1                                | 19 de enero de 1994      | 1     | 2:58   | Yokohama                |                                                                                                |
| Victoria  | 2–0    | Takaku Fuke        | TKO (rodillazo al hígado)             | Pancrase – Yes, We are Hybrid Wrestlers 2            | 12 de octubre de 1993    | 1     | 2:03   | Nagoya                  |                                                                                                |
| Victoria  | 1–0    | Ryūshi Yanagisawa  | KO (palmazo)                          | Pancrase – Yes, We are Hybrid Wrestlers 1            | 21 de septiembre de 1993 | 1     | 0:43   | Urayasu                 |                                                                                                |

## Filmografía
- Shadow of the Dragon (1992)
- Shadow Fury (2001)
- The Smashing Machine (documental) (2002)
- The Eliminator (2004)
- The Vault (2005)
- The Kingdom of Ultimate Power (2005)
- Backlash (2006)
- Potent (documental) (2008)
- Never Back Down (Características especiales) (2008)
- Sinners & Saints (2009)
- Paul Blart: Mall Cop (2009)
- Here Comes the Boom (2012)
- Paul Blart: Mall Cop 2 (2015)
- The River Thief (2016)
- Kevin Can Wait (2017-2018)
- The Manson Brothers Midnight Zombie Massacre (2021)

### Vídeos
- Video de escenas recogidas de Bas Rutten

- Datos: Q704832
- Multimedia: Bas Rutten / Q704832